# Марино, Паскуале
Паскуале Марино (итал. Pasquale Marino; род. 13 июля 1962, Марсала) — итальянский футболист и футбольный тренер.

## Карьера

### Игровая
Карьера игрока у Марино не сложилась. Он играл в сицилийских клубах низших итальянских дивизионов — в основном Серии С1. Получил диплом в области сельского хозяйства в институте Марсалы и некоторое время учился на архитектора.

### Тренерская
Марино тренер также начинал с низов. Его первым клубом был «Милаццо», затем он тренировал «Рагузу». Оба эти клуба выступали в любительской лиге. Лишь выведя «Патерно» в Серию С1, он добился некоторого признания. Дальше были не слишком яркие годы в «Фодже» и «Ареццо». Настоящая слава пришла к Марино в «Катании», которую в 2006 году он вывел в Серию А и смог удержать её в элите на следующий сезон. Сезон 2007/08 Марино начал у руля «Удинезе». Клубу из Удине предстояло не уронить поставленную планку, ведь в прошлом сезоне «Удинезе» играл в Лиге чемпионов. Главные творцы того успеха — Лучано Спаллетти и Винченцо Яквинта ушли в более сильные клубы. На замену Яквинте Марино взял Квальяреллу, а центр поля укрепил швейцарец Инлер. Первый сезон под руководством Марино команда закончила на 7 месте. В начале сезона 2008/09 его клуб также находится в центре турнирной таблицы.
2 июня 2010 года Марино возглавил «Парму», подписав годичный контракт. 3 апреля 2011 года Паскуале был уволен со своего поста.
22 декабря 2011 года назначен на пост главного тренера «Дженоа». Контракт подписан до 30 июня 2013 года. Сменил на этом посту Альберто Малезани. В первом же матче Марино на посту наставника команды, «Дженоа» проиграл «Кальяри» со счётом 0:3; после игры он сказал: «Я ожидал другого дебюта, ведь в последние несколько дней мы много работали». 2 апреля 2012 года, через день после поражения «Дженоа» от «Интера» на «Сан-Сиро» (4:5) в 30-м туре чемпионата Италии 2011/12, Марино был уволен, а на его место возвращён Альберто Малезани.
26 января 2020 года назначен главным тренером клуба Серии B «Эмполи». Контракт подписан до 30 июня 2020 года.
12 августа 2020 года подписал контракт с вернувшимся в Серию B феррарским СПАЛом до 30 июня 2021 года с опцией продления на следующий сезон. 16 марта 2021 года, через день после матча 29-го тура Серии B 2020/21 «Пиза» — СПАЛ (3:0), был отправлен в отставку.
29 октября 2021 года назначен главным тренером клуба Серии B «Кротоне». Контракт подписан до 30 июня 2022 года.

## Личная жизнь
Жену тренера зовут Катя, у них две дочери (Мартина и Джорджия).

## Достижения
- Победитель Серии C2: 2002/03
- Победитель Серии D: 2000/01